# Pentecostarion

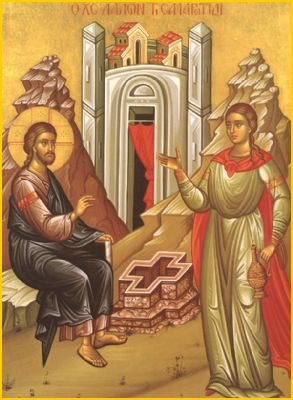
Icône du cinquième dimanche de Pâques commémorant Photine la Samaritaine, rencontrant Jésus près d'une source. Remarquer que la source est en forme croix ; la plupart des sujets du Pentecostarion sont en rapport avec l'eau, en référence au baptême.

Le Pentecostarion (Grec ancien : Πεντηκοστάριον, Pentekostárion ; slavon d'Église : Цвѣтнаѧ Трїωдь, Tsvyetnaya Triod, littéralement « Triodion fleuri » ; Roumain : Penticostar), ou Pentacostarion est le manuel liturgique ou rituel utilisé par les Églises d'Orient – Églises orthodoxes et Églises catholiques de rite byzantin – lors de la période pascale qui s'étend du dimanche de Pâques au second dimanche après la Pentecôte (P + 63). Le nom Pentecostarion signifie « Livre des cinquante jours » en référence à la période qui va de Pâques à la Pentecôte. Le terme de pentecostation désigne également cette période. 
Chaque semaine du Pentecostarion est dénommée selon le passage de l'Évangile lu au cours du dimanche qui la commence ; par exemple, la semaine qui suit le dimanche de Thomas est appelée semaine de Thomas. Durant la période liturgique du Pentecostarion, l'Évangile selon Jean ainsi que les Actes des Apôtres sont lus en intégralité. Alors que le Grand Carême, avec son rituel (le Triodion), était consacré à la préparation des catéchumènes au baptême, la période du Pentecostarion est celle de l'initiation aux mystères de la religion des nouveaux baptisés.
Les deux mystères du baptême et de la chrismation sont ponctués par les deux fêtes bornant le Pentecostarion : Pâques et la  Pentecôte. Le baptême est lié à la Résurrection (Paul, Rom. 6:, Cor. 15:4, Col. 2:12). La chrismation, réception des dons du Saint-Esprit, est célébrée par la Pentecôte. Aussi, l'évocation de l'eau baptismale est éminente dans les hymnes du Pentecostarion.
Les services du Pentecostarion débutent au minuit du dimanche de Pâques. Le rituel de Pâques est totalement différent des autres jours de l'année. Lors du Pentecostarion, le rituel retourne progressivement à la normale.  

## L'après-Pâques
Dans le rite byzantin, l'après-Pâques dure quarante jours, depuis le dimanche de Pâques jusqu'à l'apodose de Pâques, la veille de l'Ascension.

### La Semaine radieuse
La semaine qui commence le Dimanche de Pâques est appelée Semaine radieuse. Lors de cette semaine, les offices ont une forme totalement différente du reste de l'année : tous les versets sont chantés plutôt que dits par un lecteur. La plupart d'entre eux sont plus courts qu'à l'ordinaire. Même la Divine Liturgie, invariable au cours de l'année, subit des transformations lors de la période pascale : les lectures des psaumes qui constituent habituellement une part majeure des offices quotidiens sont omises.
Dans les églises de rite byzantin, les Saintes Portes de l'iconostase demeurent ouvertes toute la semaine, symbolisant l'ouverture du Saint-Sépulcre et l'Épitaphion (linceul) est exposé sur la Sainte Table, symbolisant le linge mortuaire qui selon la tradition chrétienne (Jean 20:6) témoigne de la Résurrection.
L'Artos pascal (Grec ancien : Áρτος, « pain levé ») est une miche de pain levé, portant une icône de la Résurrection, bénie à la veille de Pâques ; elle est placée près de l'icône du Christ, devant l'iconostase ou dans la nef de l'église. L'Artos représente la présence physique de Jésus ressuscité : il est salué par les fidèles qui entrent ou sortent de l'église en signe de vénération.
Soit à la fin de l'Orthros, soit après la Divine Liturgie, on chante le canon pascal et le prêtre sanctifie l'eau bénite au cours d'une crucession (procession précédée d'une croix). Lors de l'Orthros et des Vêpres de la Semaine radieuse uniquement, on chante le canon complet à l'Orthros et le Psaume 67 avec le tropaire pascal au lieu du psaume 104 au Vêpres. Lors du Vendredi radieux, les hymnes pascaux sont associés à la célébration de l'icône de Théotokos. Les autres jours de la Semaine radieuse, seule est célébrée la Résurrection. Des exceptions peuvent se produire pour la fête d'un saint patron ou d'un saint important (comme saint Georges) dont les commémorations se combinent alors aux célébrations pascales. Si l'on doit célébrer des funérailles lors de cette période, le service en est radicalement différent des temps ordinaires : on célèbre pour l'essentiel l'office de l'Orthros, ponctué de quelques hymnes funéraires.

### Dimanche de Thomas
Le dimanche qui suit Pâques (le second dimanche de Pâques) est appelé dimanche de Thomas : il rappelle l'apparition de Jésus à l'apôtre Thomas huit jours après sa résurrection (Jean 20:19:29).  Le dimanche de Thomas est aussi appelé « anti-Pâques » : ceux qui, pour des raisons valables n'ont pu assister aux offices de Pâques peuvent, en remplacement, participer aux offices de ce dimanche. Les services de Pâques ayant éliminé nombre de rites des jours ordinaires, tous ces rites sont repris lors du dimanche de Thomas.

#### Radonitsa
La Radonitsa est un jour de prière pour les disparus. Comme tout service pour les disparus est prohibé du Jeudi saint au dimanche de Thomas, il s'est institué une tradition populaire de visiter les sépultures des défunts et de célébrer des services de commémoration dès que cela est possible. Le Pentacostarion ne spécifie aucun chant particulier pour la Radonitsa et les services ordinaires sont inchangés. Toutefois, il est de coutume, pour le fidèle, après la Divine Liturgie, de visiter les cimetières, de faire célébrer des services en l'honneur des défunts et de faire des aumônes en leur souvenir Il est courant que les familles, apportent un pique-nique au cimetière, incluant des nourritures pascales, comme les œufs. Nombreux sont ceux qui laissent des œufs décorés sur les tombes de leur disparus, comme moyen de partager les Pâques et comme témoignage de leur croyance à la résurrection des morts.

### Dimanche des myrrhophores
Le troisième de dimanche de Pâques est consacré aux myrrhophores (Théotokos, Marie-Madeleine et les autres femmes qui se rendirent au Saint-sépulcre pour l'honorer d'épices odorantes), ainsi qu'à Joseph d'Arimathie et à Nicodème qui se chargèrent de l'inhumation de Jésus après sa crucifixion.
La date de cette fête résulte des principes du synaxaire, selon lequel les personnes secondaires impliquées dans un événement célébré lors d'une fête majeure sont fêtées le jour suivant. Toutefois, comme la Semaine radieuse est consacrée uniquement à la célébration de la Résurrection et que le dimanche de Thomas tombe logiquement huit jours après Pâques, ce dimanche est le premier où ces personnes peuvent être commémorées.

### Dimanche du Paralytique
Le dimanche du Paralytique est le quatrième dimanche de Pâques (J +21)  et rappelle, parmi les miracles de Jésus, le miracle du Paralytique.
La fête du Paralytique, contrairement aux autres fêtes, ne dure pas une semaine mais est interrompue par la mi-Pentecôte.

### La mi-Pentecôte
Le mercredi suivant le dimanche du Paralytique est la fête de la mi-Pentecôte (J + 24) . On la considère comme une « fête dans la fête ». Les chants de la mi-Pentecôte réunissent ceux de Pâques et de l'Ascension. L'apodose de la mi-Pentecôte a lieu le mercredi suivant (J + 31).

### Dimanche de la Samaritaine
Le cinquième dimanche de Pâques (J + 28) commémore la rencontre entre Jésus et la Samaritaine près d'une source (Jean 4:5-42). La Samaritaine est généralement appelée Photina en grec et Svetlana en russe. La Samaritaine n'est célébrée que ce dimanche et la seconde partie de la semaine qui suit, la première moitié de la semaine étant consacrée à la fin de la mi-Pentecôte.

### Dimanche de l'Aveugle-né
Le sixième dimanche de Pâques (J + 35) commémore la guérison de l'Aveugle-né par Jésus. À la fin du service de ce jour, on procède à la lecture du passage de l'Évangile qui raconte cet événement (Jean 9:1-38).
Le thème de l'eau du Pentecostarion y est toujours présent : Jésus envoie l'homme laver la boue qu'il a déposée sur ses yeux au bassin de Siloam. (Le terme siloam est entendu comme « envoyé », d'où l'on interprète que la guérison de l'aveugle serait la récompense de son obéissance à Jésus.)
Le miracle de l'aveugle (traditionnellement appelé Celidonius est remarquable d'un double point de vue : tout d'abord, bien qu'il y ait de nombreux aveugles guéris tant dans l'Ancien que dans le Nouveau Testament, cet épisode est le seul un aveugle-né voit pour la première fois ; bien que rien ne l'indique dans le texte biblique, le Pentecostarion suit la tradition selon laquelle l'homme était né aveugle et sans yeux. Lorsque Jésus fait de la boue avec sa salive et de la terre pour donner des yeux à l'aveugle, il réitère l'acte de création de l'homme, moulé par Dieu dans l'argile (Genèse 2:7). Selon l'interprétation chrétienne traditionnelle, le Salut accordé par Jésus à ses disciples est une nouvelle création (Paul Cor. 5:17).
Le second aspect remarquable du miracle est que, non seulement, Jésus donne à l'homme la vue physiquement, mais aussi spirituellement. Dans la controverse théologique de l'aveugle avec les pharisiens qui suit le miracle, l'aveugle défend son opinion comme s'il avait étudié et reçu l'enseignement de la foi.
Les trois dimanches du Paralytique, de la Samaritaine et de l'Aveugle-né renvoient au baptême, chacun illustrant de façon différente un aspect de ce sacrement.

#### Apodose de Pâques
La semaine de l'Aveugle-né est la dernière des festivités post-pascales et l'apodose de Pâques (J + 37 ou J + 38) marque la fin des festivités pascales. 
On observe actuellement deux manières de célébrer l'apodose de Pâques. Selon le rituel ancien, les hymnes de la Résurrection sont chantés le mercredi (J + 38) avec ceux de l'apodose de l'Aveugle-né. Selon une pratique plus récente de l'Église orthodoxe grecque (qui suit le Typicon de la Grande Église)), l'apodose de l'Aveugle-né est célébrée le mardi (J + 37), les vêpres du mercredi sont chantées le mardi soir ; l'Orthros, les Petites Heures et la Divine Liturgie du mercredi matin sont célébrées selon le rituel de Pâques en usage lors de la Semaine radieuse.

## Ascension
La grande fête de l'Ascension tombe quarante jour après le dimanche de Pâques (celui-ci inclus, soit J + 39), c'est-à-dire un jeudi. Celle-ci est célébrée par une veillée nocturne qui commence le mercredi soir. L'Epitaphion (linceul), exposé depuis la veillée de Pâques sur la Sainte Table, est retiré, marquant la fin de la présence physique de Jésus auprès de ses disciples après la Résurrection. L'apodose de l'Ascension a lieu le vendredi suivant (J + 47).

### Dimanche des Saints Pères
Le septième dimanche de Pâques (J + 42) commémore les trois-cent dix-huit Pères du premier concile œcuménique (Nicée, 325). Ce dimanche tombe durant l'octave de l'Ascension.
Le Premier concile de Nicée condamna l'arianisme, édicta une règle précise pour fixer la date de Pâques, établit nombre de lois canoniques concernant la discipline des clercs. Le Premier concile de Nicée est également commémoré le 29 mai par les Églises orthodoxes.
Les hymnes et les lectures du Pentecostarion mettent en exergue, pour ce jour, nombre de citations symboliques des textes bibliques : l'épître de la Divine Liturgie provient des Actes des apôtres 20:16-18 et 20:28:36. La lecture évangélique est extraite de Jean 17:1-13.

### Samedi des morts
Le septième samedi de Pâques (J + 48), veille de Pentecôte, l'église commémore tous les fidèles disparus qui « par le passé, sont morts pieusement, dans l'attente de la Résurrection. ». Deux épîtres (Actes 28:1-31 et I Thess. 4:13-17) et deux lectures de l'Évangile (Jean 21:14-25 et Jean 5:24-30) sont dites lors de la Divine Liturgie. Ce jour marque la fin des lectures des Actes des Apôtres et de l'Évangile de Jean qui ont ponctué toute la période pascale. Traditionnellement, la nouvelle période liturgique commence par la lecture de l'homélie De la Patience et de la Gratitude de Jean Chrysostome (cette même homélie est lue lors de funérailles).
Ce samedi tombe entre l'apodose de l'Ascension, fêtée la veille et la Pentecôte, célébrée le lendemain. En ce jour, les hymnes ne sont consacrés à aucune de ces deux fêtes mais à des prières pour les morts. Le Prokeimenon des Vêpres et le Theos Kyrios de l'Orthros sont remplacés le salut aux morts ("Alleluia aux Disparus") ; un service mémoriel est célébré après les Vêpres ou après la Divine Liturgie et une ecténie (litanie) pour les Disparus est chantée au cours du service.

## Pentecôte
La Pentecôte est la fête du cycle liturgique la plus importante après Pâques. Elle est célébrée cinquante jours après Pâques (dimanche de Pâques compris : J + 49). La célébration dure huit jours jusqu'à l'apodose de Pentecôte le samedi suivant (J + 55).
La célébration commence la veille par une veillée nocturne ; la Divine Liturgie est célébrée le jour de la fête. Un service extraordinaire, appelé prière à genoux, est célébré la nuit de Pentecôte : c'est un service des Vêpres auquel sont ajoutées trois longues prières poétiques, compositions de Basile le Grand, au cours desquelles les fidèles effectuent une prosternation, touchant le sol de leur front. (Les prosternation sont interdites dans l'église de Pâques jusqu'à ce jour.)
L'église est ornée de feuillage et, dans l'Église orthodoxe russe, le clergé et les fidèles portent dans leurs mains des fleurs et des branches. La Pentecôte est la période traditionnelle des baptêmes. La semaine précédente est appelée « semaine verte », au cours de laquelle sont cueillies toutes sortes de fleurs, herbes, plantes et branchages. Le dimanche de Pentecôte est aussi appelé « Dimanche de la Trinité », le lendemain est le « lundi du Saint Esprit » et le mardi est le « Troisième jours de la Trinité ». La semaine de Pentecôte est sans jeûne, même le mercredi et le vendredi, jours de jeûne des temps ordinaires.
D'un point de vue théologique, les Églises orthodoxes ne tiennent pas la Pentecôte comme la date de naissance de l'Église ; elles considèrent en effet que l'Église est intemporelle et existait avant même la création du Monde. L'icône orthodoxe de la Pentecôte représente les Douze apôtres assis en demi-cercle ; parfois Theotokos (la Mère de Dieu) est assise au centre. En haut de l'icône, le Saint Esprit est figuré sous forme de langues de feu descendant vers les apôtres. Au bas de l'icône se trouve une figure allégorique, appelée Kosmos, représentant le monde. Bien que Kosmos soit couronné de gloire, il est dans l'obscurité par ignorance des commandements de Dieu ; il tient un linge portant douze rouleaux symbolisant l'enseignement des douze Apôtres.

## Dimanche de Tous les Saints
Le dimanche suivant la Pentecôte (J + 56) est consacré à la célébration de Tous les Saints ; cette célébration se poursuit jusqu'au dimanche suivant (J + 63).
Le lendemain du dimanche de Tous les Saints est le début du Jeûne des Apôtres qui a ceci de particulier qu'il est de durée variable : il commence à une date mobile (57 jours après Pâques) et s'achève le jour de la fête des apôtres Pierre et Paul, le 29 juin (en calendrier julien ; le 12 juillet en calendrier grégorien).
Toutes les Églises orientales fêtent Pâques le même jour, selon le calendrier julien. Toutefois, pour les fêtes fixes, certaines continuent d'utiliser le calendrier julien traditionnel ("Vieux calendrier") et d'autres le calendrier julien révisé ("Nouveau calendrier"), identique au calendrier grégorien. Comme il y a actuellement treize jours de décalage entre les deux calendriers, le "Jeûne des Apôtres" est, en général, deux semaines plus court pour les adeptes du "Nouveau calendrier" et même, certaines années, n'existe pas.

### Sources en ligne
- Complete original text in the Greek language, Retrieved 2013-08-10
- Complete text in the Church Slavonic language, Retrieved 2013-08-10
- Sundays and some other days' texts in the English language, Retrieved 2013-08-10

### Articles liés
- Cycle pascal
- Triodion
- Recension ruthénienne